# Princesa Shikishi

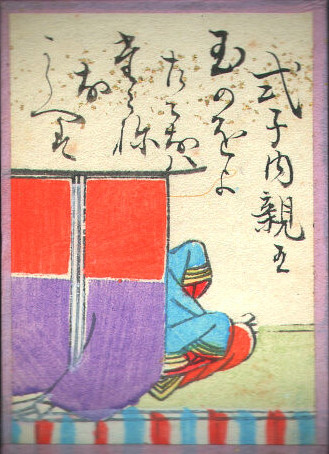
Princesa Shikishi, en el Hyakunin Isshu.

La Princesa Shikishi (式子内親王 Shikishi Naishinnō?,  1149 - 1 de marzo de 1201) fue una princesa perteneciente a la Familia imperial japonesa y poetisa que vivió a finales de la era Heian y comienzos de la era Kamakura. Fue la tercera hija del Emperador Go-Shirakawa, su madre fue Fujiwara no Shigeko. En 1159, al no contraer matrimonio asistió al Santuario Kamo en Kioto. Posteriormente, en 1169 abandonó dicho santuario y en sus últimos años se convirtió en una monja budista.
A ella se le acreditan 49 poemas en el Shin Kokinshū, una colección de 2.000 obras populares compiladas a comienzos de la era Kamakura, y otros poemas fueron incluidos en el Senzai Wakashū, compilado a finales de la era Heian, para conmemorar el ascenso del Emperador Go-Shirakawa.
También es conocida como Princesa Shokushi, Princesa Shikiko o Princesa Noriko, dependiendo de las combinaciones de lecturas en on'yomi y kun'yomi.
Forma parte de la lista antológica del Hyakunin Isshu y de los nuevos treinta y seis inmortales de la poesía.